# Diego Arana
Diego Arana Antoñanzas   (nacido el 12 de septiembre de 1988 en Bilbao, Vizcaya) es un jugador de hockey sobre hierba español.

## Carrera internacional
Es medalla de plata en el Campeonato Europeo de Hockey sobre Hierba Masculino de 2019 disputado en Bélgica.